# Elizabeth Alexander
Elizabeth Alexander (Adelaide, 21 augustus 1952) is een Australisch actrice. Ze won in 1974 de Logie Award voor 'Best New Talent'. Alexander speelde wederkerende rollen in onder meer All Saints en Home and Away. 
Alexander woont in Sydney met George Spartels en hun twee kinderen. 

## Filmografie
- Bibsys: 1512647517322
- Biblioteca Nacional de España: XX5001211
- Bibliothèque nationale de France: cb14148916h (data)
- Gemeinsame Normdatei: 1163037524
- International Standard Name Identifier: 0000 0003 5475 3860
- Library of Congress Control Number: n2012072788
- Nationale bibliotheek van Australië: 36319098
- Système universitaire de documentation: 188381864
- Virtual International Authority File: 54355607
- WorldCat: E39PBJqvTcqbTQHbf6jMbQbPQq